# 팝 록키

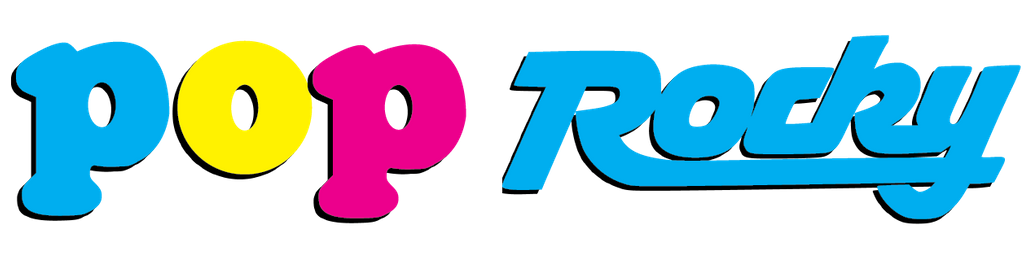
팝 록키의 로고

팝 록키(Pop Rocky)는 1980년부터 1998년까지 발행된 독일의 청소년 잡지였다.  이전 잡지는 1966년부터 발행된 팝(Pop)이었다.